# Platyplectrus malandaensis
Platyplectrus malandaensis är en stekelart som först beskrevs av Girault 1913.  Platyplectrus malandaensis ingår i släktet Platyplectrus och familjen finglanssteklar. Inga underarter finns listade i Catalogue of Life.